# Балановський Юрій Васильович
Юрій Васильович Балано́вський (нар. 8 червня 1914, Цареводарівка — пом. 16 серпня 1984, Київ) — український радянський живописець і графік; член Спілки радянських художників України з 1943 року.

## Біографія
Народився 26 травня [8 червня] 1914 року в селі Цареводарівці Мелітопольського повіту Таврійської губернії Російської імперії (нині село Ботієве у Мелітопольському районі Запорізької області України). 10 травня 1930 року закінчив семирічну школу в рідному селі і упродовж 1930—1938 років навчався у Харківському художньому училищі, де його викладачами були Михайло Шаронов, Михайло Дерегус і Михайло Щеглов. Був членом ВЛКСМ з 1932 року (квиток № 3 037 755). Після закінчення з відзнакою навчання в училищі, у 1938 році поступив на 2-й курс Харківського художнього інституту, де навчався у Миколи Самокиша, Сергія Бесєдіна і Семена Прохорова. Одночасно протягом 1938—1941 років очолював студію образотворчого мистецтва Палацу піонерів у Харкові. З початком німецько-радянської війни навчальний заклад був евакуйовний до Самарканда. У 1942 році закінчив навчання. У 1943 році на «відмінно» захистив дипломну роботу — картину «Проводи дивізії на фронт».
Після здобуття оосвіти був направлений до вже відвойованого Харкова для роботи у видавництвах з оформлення агітаційних плакатів про німецько-радянськ війну. У 1943 році працював художником у редакції фронтової газети «За честь Родины» при Першому Українському фронті у ставці Микити Хрущова. У 1950 році закінчив дворічні курси Вечірнього університету марксизму-ленінізму при Київській міській організації КП(б)У (залікова книжка № 67-р). У 1951—1956 роках був депутатом Ленінського району Києва.
Протягом 1960–1984 років очолював живописну секцію художнього комбінату в Києві. Жив у Києві в будинку на вулиці Хрещатику, № 15, квартира 21. 1973 року захворів на важку форму стенокардії. У 1980 році внаслідок важких нападів стенокардії переніс інсульт із поразкою зорових нервів і майже втратив зір. Помер 16 серпня 1984 року від відриву тромбу. Похований у Києві на Лісовому цвинтарі.

## Творчість
Працював в галузі станкового живопису, книжкової графіки та офорту. Писав жанрові картини, портрети, пейзажі, натюрморти. Твори виконані в реалістичній манері. Історичні полотна позначені рисами соціалістичного реалізму. Серед робіт:
живопис
- «У хворого комісара» (1938);
- «Переправа через Дніпро» (1946, Національний музей історії України);
- «З Великої землі. Засідання підпільного ЦК КП(б)У в тилу ворога» (1946—1947);
- «Клятва партизанів» (1947);
- «Сутінки в горах» (1955);
- «Панас Мирний у колі друзів» (1955, Літературно-меморіальний музей Панаса Мирного);
- «Берег моря» (1957);
- «Осінь в горах» (1957);
- «Літературна субота у Михайла Коцюбинського» (1958—1959, Чернігівський літературно-меморіальний музей-заповідник М. М. Коцюбинського);
- «У селі Вихвостове» (1958—1959);
- «Іллічу…» (1963, Український дім);
- «Пережите» (1965);
- «Нові господарі Зимового» (1967, Донецький обласний художній музей);
- «Володимир Ленін і Григорій Петровський у Горках» (1971);

графіка
- офорт «Портрет художника Миколи Самокиша» (1939);
- серія малюнків «З історії села Барановки» (1943, Національний музей історії України);
- акварель «Харків» (1943, Харківський художній музей);
- «Портрет Н. Кузьменко» (1944, туш; Луганський художній музей).

На шевченківську тему створив:
- офорт «Катерина» (1940);
- «Портрет Тараса Шевченка» (1943);
- «Тарас Шевченко на вечорі у Олександра Струговщикова» (1949, Шевченківський національний заповідник, варіант — в музеї Тараса Григоровича Шевченка в Канаді);
- «Зустріч Тараса Шевченка з Віссаріоном Бєлінським на вечорі у Олександра Струговщикова» (1952, Національний музей Тараса Шевченка);
- «Тарас Шевченко, Карл Брюллов та Віссаріон Бєлінський на вечорі у Олександра Струговщикова» (1964, Національний музей історії України).

У 1952–1954 роках брав участь у розписі павільйону УРСР на ВДНГ СРСР у Москві.
Автор ілюстрації до оповідань Івана Франка «До сонця» (1956—1958).
Брав участь у республіканських виставках з 1945 року, всесоюзних з 1938 року, зокрема у:
- всесоюзній виставці молодих художників, присвяченій 20-річчю ВЛКСМ (Москва, 1939);
- «Тарас Григорович Шевченко в образотворчому мистецтві» (Харків, 1940);
- виставці дипломних робіт Московського державного художнього інституту і Українського відділення [Київський і Харківський художні інститути] (Москва, 1943);.
- «Художники України — рідному Харкову» (Харків, 1944);
- 8-й Українській художній виставці (Київ, 1946);
- 9-й Українській художній виставці [1917—1947] (Київ, 1948);
- Українській художній виставці присвяченій Радянській армії (Київ, 1948);
- виставці образотворчого мистецтва УРСР (Київ, 1951);
- виставці творів українських радянських художників (Львів, 1952);
- виставці книги, книжкової графіки і наочних посібників (Київ, 1955);
- 3-й обласній художній виставці присвяченій 300-річчю воз'єднання України з Росією (Київ, 1955);
- ювілейній художній виставці УРСР (Київ, 1957);
- художній виставці присвяченій 100-річчю з дня смерті Тараса Шевченка (Київ, 1961);
- Республіканській художній виставці. 1963 (Київ, 1964).

Роботи художника зберігаються в Національному художньому музеї України, Національному музеї Тараса Шевченка, Національному музеї історії України у Другій світовій війні, Національному музеї історії України (усі — в Києві), музеях Тараса Шевченка в Каневі та Торонто, Дніпровському художньому музеї, Донецькому обласному художньому музеї, галереї «ГЕККОСО» у Японії, меморіальних музеях Михайла Коцюбинського в Чернігові та Панаса Мирного в Полтаві.

## Відзнаки
Нагороджений
- медалями «За доблесну працю у Великій Вітчизняній війні 1941—1945 рр.», «У пам'ять 1500-річчя Києва»;
- знаками «Учасник трудового фронту» (до 30-річчя перемоги у німецько-радянській війні), «За нашу Радянську Батьківщину», «Учаснику Всесоюзної сільськогосподарської виставки», «Учаснику декади Українського мистецтва та літератури у Москві», «Переможець соціалістичного змагання 1973 р.»[1].